# Cryptoteuthis brevibracchiata
Cryptoteuthis brevibracchiata is een inktvissensoort uit de familie van de Opisthoteuthidae. De wetenschappelijke naam van de soort werd voor het eerst geldig gepubliceerd in 2004 door Collins.